# Knüppel (Stahl)

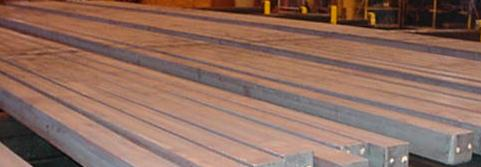
Quadratische Stranggussknüppel

Knüppel ist die Bezeichnung für ein Halbzeug aus Stahl, mit quadratischem oder rundem Querschnitt, das mit Seitenlängen bzw. Durchmessern von 50 bis 130 mm hergestellt wird.
Der Knüppel ist grob verarbeitet und hat runde Kanten. Seine Länge beträgt normalerweise zwischen einigen Metern und 18 m.
Er hat auf der ganzen Länge einen annähernd gleichbleibenden Querschnitt.

## Herstellung
Knüppel werden im Stranggussverfahren hergestellt und im Walzwerk weiterverarbeitet. Sie können unmittelbar danach, noch im warmen Zustand, gewalzt werden, oder nach Transport und Lagerung. Dann natürlich mit aufwändigerer Vorbehandlung (Erwärmung).

## Einordnung
Knüppel sind neben Brammen Halbfertigprodukte des Stahl-Stranggießens. Betrachtet man alle Guss-Halbfertigprodukte, kommen noch die Barren dazu.